# Gears of War 3
Gears of War 3 — відеогра жанру шутера від третьої особи, розроблена компанією Epic Games і видана Microsoft Game Studios ексклюзивно для консолі Xbox 360. Видана в США та Європі 20 вересня 2011 року.
Гра завершує оригінальну трилогію Gears of War, зосереджену на боротьбі загону «Триб війни» та Маркуса Фенікса проти підземних прибульців Сарани. Маркус довідується, що його батько, вчений Адам Фенікс, живий і створив зброю, сховану на віддаленому острові. Зі своїм загоном він вирушає на пошуки зброї, поки їх не випередила королева Сарани.

## Ігровий процес

### Основи
Продовжуючи традиції серії Gears of War, гравець керує бійцем Маркусом Феніксом, що бореться з численними ворогами шляхом стрілянини та командує своїм загоном. Основу гри складають позиційні перестрілки, в яких персонажам належить переміщуватися від укриття до укриття та здійснювати вилазки.
В Gears of War 3 з'явилась опція позначати ворогів, тоді керовані ШІ напарники автоматично атакують їх, а керовані іншими гравцями бачать спеціальну позначку. Додалася змога обмінюватися з напарниками зброєю та амуніцією. В Gears of War 3 наявний кооперативний режим проходження сюжету до 4-х учасників по мережі, або для 2-х на розділеному екрані. Гравці можуть приєднатись до проходження будь-якого іншого гравця.

### Багатокористувацька гра
- «Командний бій насмерть» (англ. Team Deathmatch) — гравці поділяються на команди людей і Сарани. Вбиті бійці можуть бути двічі за раунд оживлені товаришами. Кожна команда при цьому має спільний запас життів. Перемагає та команда, що першою виграє два раунди, або в якої лишається більше життів до вичерпання часу.
- «Захоплення лідера» (англ. Capture the Leader) — кожна з двох команд має лідера — Прескота в Коаліції та королеву Мірру в Сарани. Метою є захопити ворожого лідера та якомога довше утримати його в полоні. Лідери керуються штучним інтелектом і захищаються. Коли запас їхнього здоров'я вичерпується, лідера можна захопити. Команда здатна звільнити свого лідера, вбивши того, хто його утримує, або кинувши в нього димову гранату. Також лідер час від часу пручається і щоб його утримати, слід вчасно натискати показані кнопки.
- «Страта» (англ. Execution) — команди змагаються у знищенні одна одної. Застрелені бійці певний час вважаються пораненими та можуть бути повернені в бій іншими учасниками команди. З першого разу вбити бійця можна тільки в ближньому бою.
- «Цар гори» (англ. King of the Hill) — команди змагаються за володіння єдиною точкою. Що довше команда нею володіє, то більше отримує переможних очок на свій рахунок. Точка вважається у власності команди, якщо біля неї лишається принаймні один ворожий боєць. Тут палі бійці також можуть одразу повернутися в бій, не чекаючи завершення раунду.
- «Напарник» (англ. Wingman) — до п'яти команд з двох учасників змагаються в наборі очок за знищення противників. Убивства можливі лише в ближньому бою, або єдиним смертельним пострілом. У випадку нічиєї грається додатковий раунд.
- «Зона бойових дій» (англ. Warzone) — гравці поділяються на команди людей і Сарани. Загиблі не відроджуються до кінця раунду. Метою є знищити всіх бійців протиборчої команди.
- «Орда» (англ. Horde) — до п'яти учасників разом протистоять 50 хвилям Сарани. З кожною хвилею кількість і сила ворогів зростає. Між хвилями бійці купують зброю, припаси та вдосконалення за гроші, отримані від убивств та виконання пропонованих особливих умов. В Gears of War 3 учасники також можуть розставляти укриття, турелі, пастки і обманки. Крім того гравці попередньо можуть скористатись «мутаторами» — встановити особливі умови гри, наприклад, нескінченний боєзапас, або миттєві вбивства в рукопашному бою.
- «Звір» (англ. Beast) — до п'яти учасників за Сарану разом протистоять 20 хвилям людей. На знищення кожної хвилі відводиться певний час, якщо гравці не справляються, поле бою накриває удар «Молота світанку». Знищуючи людей і укріплення, гравці отримують додатковий час і доступ до сильніших воїнів Сарани. Лікуватися Сарана може тільки біля Кантуса, або зарившись у землю. Серед ворогів трапляються «герої» — особливо сильні персонажі, вбити яких можливо тільки особливою зброєю[2].

## Сюжет
Після загибелі міста Хасінто минуло півтора року. Орда Сарани зазнала важких втрат, але і люди лишились на спустошеній війною та катаклізмами планеті. Мутанти Сяйливі, що виникли під дією імульсії, поширюються, загрожуючи як людям, так і Сарані. Коаліція Об'єднаних Держав існує лише де-юре, а її глава Річард Прескот зник. Полковник Віктор Хоффман охороняє гарнізон Брама Енвіла, тоді як Маркус Фенікс і його загін «Дельта» зробили своїм штабом авіаносець «Владика». Маркуса мучать кошмари про загибель його батька, вченого Адама Фенікса, під час навали Сарани.
Несподівано на борт «Владики» прибуває Прескот і передає Маркусу посланням від Адама, що виявився живим, та коди від диску з таємною інформацією, котрим володіє Хоффман. В цей час на «Владику» нападає мутований Левіафан і його атаку вдається відбити тільки завдяки кмітливості Деймона Берда. Тим часом Коул, Берд, Клейтон Кармайн і жінка-солдат Саманта Бірн прибувають до міста Ганновер за припасами. Там вони знаходять Вигнанців, вороже налаштованих до Коаліції, але Коул виявляється там знаменитістю (до війни з Сараною був відомим спортсменом), тож уникає конфлікту і допомагає біженцям захиститись від Сяйливих. Отримавши сигнал лиха з авіаносця, бійці поспішають на допомогу, знищують Левіафана, та «Владика» сідає на мілину.
Помираючи, Прескот доручає знайти секретну базу «Азура», нещодавно захоплену Сараною. В повідомленні Адама йдеться про імульсію як причину появи Сарани та інсценізацію Престоном його смерті, щоб сховати вченого для втілення таємного плану. Координати «Азури» знаходяться на зашифрованому диску в Брамі Енвіла, оточеній пустками.
Загін «Дельта» проникає на базу здичавілої Сарани, де викрадає її живий дирижабль та рятує Діззі Валлін. Королева Мірра збиває дирижабль, але загін виживає та дістається до Брами Енвіла. Сарана та Сяйливі атакують гарнізон, та Берд встигає полагодити систему наведення «Молота світанку» і розстрілює ворогів з орбіти. З записів на диску виявляється, що «Азура» — це віддалений острів, прихований штучним штормом. Єдиний спосіб безпечно потрапити туди — підводний човен. Берд, Коул і Кармайн вирушають за підкріпленням, а Маркус, Домінік, Аня і Сем вирушають до руїн міста Чар аби знайти підводний човен. Домінік пропонує дорогою відвідати містечко Мерсі, де поховані його дружина і діти.
Місто виявляється безлюдним, досліджуючи його, загін розкриває, що імульсія перетворила населення на чудовиськ, які ховаються під землею. Їм вдається зустріти єдиного вцілілого, котрий пояснює, що мутантами рано чи пізно стають всі, захворілі на «легеневе іржавіння», спричинене випарами імульсії. «Дельта» знищує мутантів і намагається добути трохи імульсії для заправки човна, проте з усіх боків нападає Сарана і Сяйливі. Домінік вирішує пожертвувати собою, щоб врятувати товаришів. Він таранить орду ворогів цистерною з паливом, вибух вбиває його і всіх навколо.
В Чарі бійці бачать наслідки застосування «Молота світанку» в перші дні війни з Сараною — повсюди стоять зпечені в статуї останки людей. Залишивши Діззі вартувати машину, «Дельта» пробирається вглиб міста й схоплює чоловіка, що ставив на них пастки. Місто виявляється населеним — вцілілі живуть на вершинах хмарочосів, а очолює їх Аарон Гриффін, колишній гендиректор компанії, що видобувала імульсію. Гриффін ненавидить Коаліцію, але погоджується допомогти, якщо «Триби» доставлять йому імульсію. На час виконання завдання він бере Діззі в заручники.
«Дельта» встряє в бій із Сяйливими, тим часом Діззі повідомляє, що Мірра напала на місто. Загін знищує ворожі дирижаблі та гвардію і встигає врятувати Діззі й Гриффіна. Звинувачуючи їх у нападі, Гриффін йде геть, а «Дельта» проривається в наповнений Сараною ангар підводних човнів. Маркус знаходить запчастини для ремонту, зрештою бійцям вдається запустити човен «Адамант» і відплисти.
Човен минає водних чудовиськ Сарани та мінні поля, а біля «Азури» натрапляє на численні уламки суден. Діззі залишається в підводному човні, а решта висаджуються в доці та йдуть до генератора шторму, щоб відключити його і дати шлях підкріпленню. Там вже чекає Сарана, Аня намагається викликати допомогу, та на зв'язок виходить Адам Фенікс. Побачивши сина через камеру охорони, Адам повідомляє своє місцерозташування та каже, що скоро Сяйливі перейдуть в наступну життєву форму і тоді все життя на Сері загине. Вчений відкриває для бійців службовий тунель, щоб вони дісталися до генератора шторму.
По дорозі до генератора, «Дельта» зауважує, що вчені, яких офіційно оголосили загиблими всі ці роки були на острові. Адам просить вибачення за те, що через нього Маркус опинився під судом і обіцяє, що у в нього та його товаришів буде майбутнє. Попри відімкнення живлення генератор шторму працює, Адам підозрює, що Сарана створила запасну лінію живлення. Тоді загін знищує сам генератор, шторм вщухає і розкриває мальовничий тропічний острів. На підмогу припливають викликані Бердом кораблі Гораснійської Республіки. Новина про смерть Домініка приголомшує Берда, а Коул прагне помсти. Маркус, Аня, Берд і Коула вирушають углиб острова, де Адам створив зброю проти Сарани і Сяйливих. Адам розповідає, що зброя вражає заражені імульсією клітини спеціальним випромінюванням.
Розкішні будинки свідчать, що острів слугував місцем, де еліта Коаліції сподівалась перечекати війну. На місці виявляється вежа з променевою установкою, проте там вже чекає королева Мірра зі своїми гвардійцями. Бійці долають Мірру, та в цей час нападають Сяйливі і королева зникає. Маркус зустрічає батька, той розповідає, що імульсія — це паразит, а використання її як палива тільки сприяло поширенню загрози.
«Дельта» розчищає від ворогів місце, щоб Адам запустив зброю на вежі. Міра осідлує летючу істоту Бурю, що намагається звалити вежу, але гине під час бою. Берд цікавиться як Адам випробовував зброю і той зізнається, що ставив досліди на собі, ввівши у власне тіло імульсію. Маркус розуміє, що його батько загине разом з Сараною і Сяйливим. Зброя випускає імпульси, що поширюються по планеті. Сарана та Сяйливі розпадаються, Адам прощається з сином і розсипається на попіл. Мірра вибирається з-під Бурі та насміхається з людей, що ті винаходять лише нові способи вбивати одні одних. У відповідь Маркус пронизує королеву ножем Домініка.
Вцілілі люди по всій планеті бачать як Сарана й мутанти гинуть. Загін «Дельта» виходять на одну з площ, де висадилися бійці Коаліції, вітаючи героїв. Але Маркус викидає свою зброю і сідає на узбережжі. Аня сідає поруч зі словами, що завжди буде поряд з ним. Маркус запитує що в них залишилось після всіх втрат. Аня на це відповідає — завтрашній день.

## Оцінки й відгуки
| Агрегатор    | Оцінка |
| ------------ | ------ |
| GameRankings | 91.49% |
| Metacritic   | 91/100 |

| Видання                      | Оцінка |
| ---------------------------- | ------ |
| Computer and Video Games     | 9/10   |
| Destructoid                  | 8/10   |
| Eurogamer                    | 8/10   |
| Famitsu                      | 39/40  |
| Game Informer                | 9.5/10 |
| GameRevolution               | [ 10 ] |
| GameSpot                     | 9.5/10 |
| GameZone                     | 9/10   |
| Giant Bomb                   | [ 13 ] |
| IGN                          | 9/10   |
| Joystiq                      | [ 15 ] |
| Official Xbox Magazine (США) | 10/10  |

Gears of War 3 здобула визнання критиків, зібравши середню оцінку 91.49 % на агрегаторі GameRankings і 91/100 на Metacritic.
В рецензії Giant Bomb зазначалося, що Gears of War 3 «фантастичне продовження, що відповідає на важливі питання про природу всесвіту Gears, підкріплюючи його значно більшим, кращим мультплеєром». IGN назвали гру «блискучим завершенням однієї з найвідоміших і найшанованіших саг у відеоіграх». Game Informer дали грі 9.5/10, написавши, що «Gears 3 є фантастичною ідеєю, доведеною до майже бездоганності численною командою талановитих розробників і височенним бюджетом».
Eurogamer оцінили гру в 8/10, Кліфф Блежинські з Epic Games зауважив, що «Коли люди оцінюють [Gears of War 2] вище [за Gears of War 3], це дещо засмучує мене, бо я знаю, що гра [Gears of 3] краща на кожному рівні».